# Вовчок (притока Бажанихи)
Вовчок — річка в Україні, у Немирівському районі Вінницької області, права притока Бажанихи (басейн Південного  Бугу).

## Опис
Довжина річки 5 км.

## Розташування
Бере початок на південному заході від Білки. Тече переважно на південний захід через Джуринці і впадає у річку Бажаниху, ліву притоку Кропив'янки.